# Улари
Улари (Tetraogallus) се нарича род планински птици от семейство Фазанови. Включва пет вида гнездяши на земята птици, които обитават планински райони на южна Евразия от Кавказ до Хималаите и западен Китай. Хранят се с растения и техните семена. Хималайският улар е интродуциран в района на планините Руби в Невада, САЩ.

## Класификация
В рода са класифицирани пет вида, всеки от тях с по няколко подвида:
- Кавказки улар, Tetraogallus caucasicus  (Pallas, 1811)
- Каспийски улар, Tetraogallus caspius (Gmelin, 1784)
  - T. c. caspius (Gmelin, 1784)
  - T. c. semenowtianschanskii Zarudny, 1908
- Тибетски улар, Tetraogallus tibetanus Gould, 1854
  - T. t. tibetanus Gould, 1854
  - T. t. tschimenensis Sushkin, 1926
  - T. t. centralis Sushkin, 1926
  - T. t. przewalskii Bianchi, 1907
  - T. t. henrici Oustalet, 1891
  - T. t. aquilonifer R. & A. Meinertzhagen, 1926
- Алтайски улар, Tetraogallus altaicus (Gebler, 1836)
  - T. a. altaicus (Gebler, 1836)
  - T. a. orientalis Sushkin, 1926
- Хималайски улар, Tetraogallus himalayensis Gray, 1843
  - T. h. himalayensis Gray, 1843
  - T. h. grombczewskii Bianchi, 1898
  - T. h. koslowi Bianchi, 1898